# Cañaveras
Cañaveras – gmina w Hiszpanii, w prowincji Cuenca, w Kastylii-La Mancha, o powierzchni 73,63 km². W 2011 roku gmina liczyła 381 mieszkańców.